# Gmina Viborg
Gmina Viborg (duń. Viborg Kommune) – gmina w Danii w regionie Jutlandia Środkowa.
Gmina powstała w 2007 roku na mocy reformy administracyjnej z połączenia gmin Bjerringbro, Fjends, Karup, Møldrup, Tjele, Viborg (starej) i Aalestrup (częściowo).
Siedzibą gminy jest miasto Viborg.